# Portapliegos
Un portapliegos es un tipo de bolsa. Ya se encontraba en uso cuando los primeros húsares provenientes de Hungría llegaron a Francia en el siglo XVII. Inicialmente, se trataba de un bolso para llevar pequeños objetos, incluso un poco de comida, que se decoraba con la simbología real o imperial de los respectivos países. Después fue implantándose el bordado de los números que correspondían generalmente al regimiento al cual pertenecían.
Su uso no estaba exclusivamente limitado a las unidades de húsares, sino a la gran mayoría de los cuerpos de caballería del siglo XIX, hasta que cayó en desuso durante el Segundo Imperio Francés.
- Datos: Q1317022
- Multimedia: Sabretache / Q1317022